# أوسكار فيرسون
أوسكار فيرسون (بالسويدية: Oscar Pehrsson)‏ (10 أبريل 1988 بفيستيروس في السويد - ) هو لاعب كرة قدم سويدي في مركز الدفاع. لعب مع أي كي سيريوس.

## وصلات خارجية
- أوسكار فيرسون على موقع اتحاد السويد (السويدية)
- أوسكار فيرسون على موقع قاعدة بيانات كرة القدم.إي يو (الإنجليزية)
- أوسكار فيرسون على موقع Soccerway.com (الإنجليزية)